# Диско (фільм)
«Диско» (фр. Disco) — французький фільм режисера Фаб'єна Онтеньєнте, що вийшов у 2008 році.

## Зміст
Так і залишився у диско-угарі початку 80-тих сорока-з-гаком-річний симпатичний телепень Дідьє Грендорж. Як і раніше, він живе у старої матері в портовому Гаврі. У нього є восьмирічний син, але мешканка Англії колишня дружина позбавляє Дідьє задоволення провести з ним час цим літом під приводом, що той не може забезпечити нащадкові гідних канікул. Раптом господар нічного клубу «Le Gin Fizz» — Джексон — вирішує відродити колишню славу Гавра й відновити колись знамениті конкурси диско. І ось Дідьє повертає собі давнє прізвисько Траволта й записується на конкурс — залишилося лише переконати колишніх партнерів за танцювальним тріо Bee Kings його підтримати.

## Ролі
- Франк Дюбоск — Дідьє Грендорж, «Дідьє Траволта»
- Еммануель Беар — Франс Наварр
- Жерар Депардьє — Жан-Франсуа Сіветт, «Жан-Франсуа Джексон»
- Самюель Ле Б'ян — Вальтер, докер, друг Дідьє
- Аббес Замані — Ньоной, продавець, друг Дідьє
- Анні Корді — Мадам Грендорж, мати Дідьє
- Ізабель Нанті — Баронеса Жаклін Брошар де ла Маріньер
- Франсуа-Ксав'є Демезон — Гійом Навар, брат Франс Наварр
- Христина Читті — Коко, дружина Ньоноя
- Хлоя Ламберт — Шеріз, сестра Франс
- Даньєл Лебрун — Мати Франс
- Жак Сері — Батько Франс
- Жером Ле Банер — Родольф

## Знімальна група
- Режисер: Фаб'єн Онтеньєнте
- Сценарій: Франк Дюбоск, Філіп Гійярд, Фаб'єн Онтеньєнте
- Оператор: Жан-Марі Дрежу
- Монтажер: Наталі Ланглейд, Лоран Руан
- Композитор: Мішель Легран
- Хореограф: Redha

## Цікаві факти
- Фільм «Диско» зрештою у Франції подивилися 2 435 000 глядачів.
- Зйомки фільму проходили в місті Гавр.